# 督军团

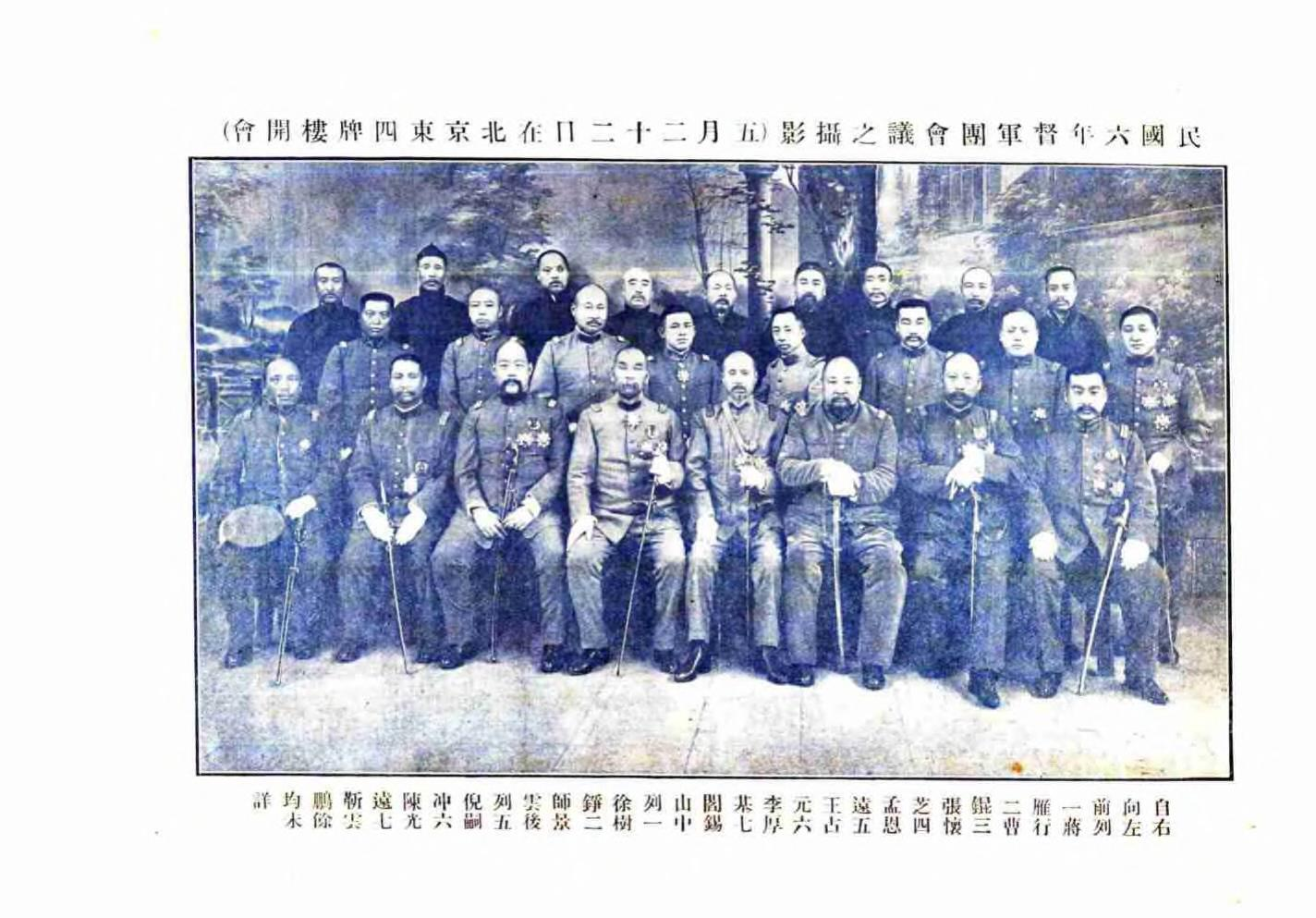
督军团合影。前排右起：蒋雁行、曹锟、张怀芝、孟恩远、王占元、李厚基、阎锡山；中排右起：师景云、徐树铮；后排右五起：倪嗣冲、陈光远、靳云鹏。(案此照標題五月二十二日攝，有誤）

督军团，正式名称是“各省区联合会”，指1916年夏至1918年间中華民國北洋系各省督军组织的松散協調議事团体。督军团是部分省、區军阀为争夺权力、協調利益、對抗中央政府而暂时聚合的松散同盟，成员无定数，章程无约束力。督军团的出现，表明各省督军拥兵自重，踞地称雄。在北洋军阀势力范围内，地方督军干涉中央政权的现象也日趋公开化。
1916年6月6日，袁世凯病逝，洪宪帝制失败，北洋政府大一统局面告终。長江巡閱使張勳邀请曾参加南京会议的七省代表（直、豫、晉、皖、奉、吉、黑）再到徐州商议，6月9日，会后提出要纲十条，是为第一次督军团徐州会议。会议决议巩固团结，保境安民，实施宪政，“抵制暴烈分子參預政權”（暗指国民党）。
1916年9月22日，山东、奉天、吉林、黑龙江、河南、直隶、浙江、江苏、湖北、江西、绥远、察哈尔、热河十三省督军代表再次集会于徐州，由张勳、倪嗣冲领衔宣布成立“各省区联合会”，制定八条纲领，拥张勳为“盟主”，通电抨击“暴亂份子”及“國會”借故擾亂国家政务。“各省区联合会”后来即被輿論界称为督军团。9月25日张勋倪嗣冲等34人通电反对唐绍仪就任外交总长。次日唐辞职，并痛斥军人干政。
1917年1月9日 张勋、靳云鹏、徐树铮等在徐州第三次聚会，商议对付国会办法。1917年4月，段内阁与黎元洪总统府及国会围绕对德宣战问题争议不决。4月25日段祺瑞在京召开各省督军及其代表军事会议，企图利用北洋各省督军强迫国会通过对德宣战案。5月10日，国会对参战提案进行表决，段祺瑞纵容军人组织流氓和无业遊民围攻国会、殴打议员，激起社会公愤。5月13日督军团分别宴请劝说各省议员，大部分国会议员拒绝督军团的干涉。5月19日督军团便诋毁国会制定的宪法草案将导致“暴民专政”，并以此为借口，要求解散国会。
1917年5月21日晚上，督军团联袂出京，往徐州面会张勋，23日，眾人在徐州得知黎元洪解除段祺瑞总理职务，商讨办法后各自回省。5月28日，奉天督軍張作霖威脅黎元洪，若不许段祺瑞再组阁及解散国会，将与中央脫离关係，安徽省长倪嗣冲于29日率先发难，宣布安徽独立，河南赵倜、陕西陈树藩、浙江楊善德、黑龙江毕桂芳、直隸曹锟、山東张怀芝、福建李厚基、山西阎锡山群起宣布独立，脱离中央。6月2日，督軍团又在天津设立“各省军务总参谋处”，雷震春为总参谋，统筹指挥，兵临北京。黎元洪先于6月1日电令张勳入京调解，张勳带领三千军队进京。7月1日张勋在北京拥清废帝溥仪复辟。史称张勳复辟。段祺瑞乘机誓师讨逆，打败张勳，7月中旬，重新掌握中央政权。段氏标榜“共和再造”，废约法、毁国会，对外投靠日本，对内笼络督军团支持他的武力统一政策，挑起内战，企图消灭孙中山为首的護法势力。
1918年秋，直、皖两系矛盾加剧，督军团组织分化，无形中趋于瓦解。

## 來源参考
1. ↑  郭廷以. . 第一次徐州會議議決：一、尊重清室優待條件；二、保全袁世凱家屬生命財產及其身後榮譽；三、速行組織國會，施行完全憲政；四、電勸獨立各省取消獨立，否則武力對待；五、抵制暴烈分子參預政權；六、嚴整兵衛，保全地方；七、維持國家秩序，設有用兵之處，合籌軍餉；八、電請政府罷除苛細雜捐；九、中央如有弊政，應合力電爭；十、固結團體，遇事籌商，取同一態度(張勳之參謀長萬繩栻所策劃)
2. ↑  . 盛京時報 (奉天). 1916-09-27.
3. ↑  . 時事新報 (上海). 1916-09-30.
4. ↑  . 神州日報 (上海). 1917-01-13.
5. ↑  4月25日，段祺瑞召集之軍事會議（督軍團）開幕，到有山西督軍閻錫山，河南督軍趙倜，山東督軍張懷芝，江西督軍李純，湖北督軍王占元，吉林督軍孟恩遠，直隸督軍曹錕，福建督軍李厚基，安徽省長倪嗣冲，察哈爾都統田中玉，綏遠都統蔣雁行，晉北鎮守使孔庚，及其他各省代表共二十餘人。4月26日，督軍團一致主張對德宣戰。（郭廷以《中华民国史事日志》）
6. ↑  . 新聞報 (上海). 1917-05-22. 推原禍始，實由組織憲法之根基不良所致，考之各國制憲成例，不應由國會議定……今日之國會旣不爲國家計，是已自絕於人民，代表資格當然不能存在……即將參衆兩院即日解散，另行組織
7. ↑  . 神州日報 (上海). 1917-05-24. 二十一日晚間十時餘，張督軍懷芝、倪省長嗣冲、李督軍厚基、王督軍占元、孟督軍恩遠……及各代表各隨員等共約四十餘人乘京奉專車出京……係往訪張勳……到天津老站停止，轉津浦赴徐州
8. ↑  . 盛京時報 (奉天). 1917-05-29. 自二十四日晚起，督軍會議業已解散
9. ↑  . 神州日報 (上海). 1917-06-01. 請大總統毅然獨斷，解散國會，屏斥羣邪，仍任命段總理組織內閣……如不蒙垂察，惟有斷絕關係……張作霖。勘
10. ↑  . 時事新報 (上海). 1917-06-06.
11. ↑  . 時事新報 (上揚). 1917-06-08.